# Metan
För andra betydelser, se Metan (olika betydelser).
Den kemiska föreningen metan är det enklaste kolvätet, med den kemiska formeln CH4. Metan är en luktfri och färglös gas. När den säljs kommersiellt blandas den vanligen med små mängder illaluktande svavelföreningar såsom THT (tetrahydrotiofen) för att läckor lättare ska kunna upptäckas. Metan kallas även sumpgas, eftersom den bildas vid nedbrytning av organiskt material i syrefattiga miljöer, till exempel bottnen på kärr. Ett annat namn är gruvgas efter dess benägenhet att sippra ut i gruvgångar, där den sedan riskerar att antändas vilket gör den till ett allvarligt hot mot gruvarbetare - gasexplosioner kostar regelbundet människoliv. Metan är även den växthusgas som (efter koldioxid) står för det näst största bidraget till den globala uppvärmningen. 
Metan är den största beståndsdelen i naturgas och biogas. Förbränning av en molekyl metan i närvaro av syre frisläpper en molekyl koldioxid och två vattenmolekyler: 
{\displaystyle {\rm {CH_{4}+2\ O_{2}\rightarrow CO_{2}+2\ H_{2}O}}}
Gasen upptäcktes och isolerades för första gången av Alessandro Volta någon gång mellan 1776 och 1778.

## Metan i atmosfären
Metan är en så kallad växthusgas och ökade utsläpp från främst olje- och gasutvinning anses vara en bidragande orsak till en förstärkt växthuseffekt. Metanet i atmosfären står för 0,7-1,6% av växthuseffekten. Metangas bryts dock ner i atmosfären på ungefär 8 år och är därför en mer kortlivad växthusgas  i atmosfären, och den försurar heller inte världshaven så som koldioxid gör.

## Källor till metan i atmosfären

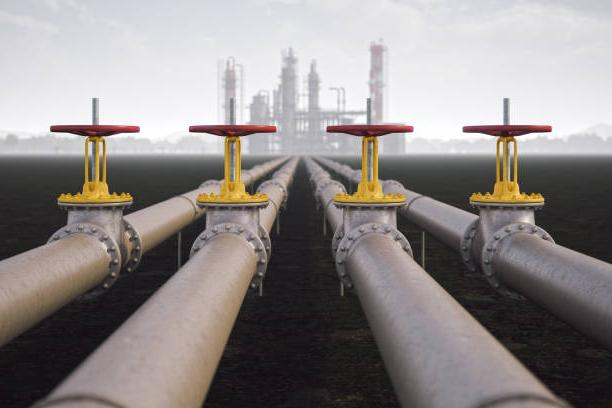
De absolut största mänskliga utsläppen av metan består av fossil metan, som släpps ut i samband med gas och oljeutvinning, och gruvdrift.